# Paris (Tennessee)
Paris és una població dels Estats Units a l'estat de Tennessee. Segons el cens del 2000 tenia 9.763 habitants.

## Demografia
Segons el cens del 2000, Paris tenia 9.763 habitants, 4.394 habitatges, i 2.605 famílies. La densitat de població era de 346,5 habitants/km².
Dels 4.394 habitatges en un 24,8% hi vivien nens de menys de 18 anys, en un 38,5% hi vivien parelles casades, en un 16,8% dones solteres, i en un 40,7% no eren unitats familiars. En el 36,8% dels habitatges hi vivien persones soles el 19,3% de les quals corresponia a persones de 65 anys o més que vivien soles. El nombre mitjà de persones vivint en cada habitatge era de 2,14 i el nombre mitjà de persones que vivien en cada família era de 2,77.
Per edats la població es repartia de la següent manera: un 21,7% tenia menys de 18 anys, un 8,5% entre 18 i 24, un 25% entre 25 i 44, un 22,4% de 45 a 60 i un 22,4% 65 anys o més.
L'edat mediana era de 41 anys. Per cada 100 dones de 18 o més anys hi havia 77,1 homes.
La renda mediana per habitatge era de 25.261 $ i la renda mediana per família de 32.258 $. Els homes tenien una renda mediana de 27.759 $ mentre que les dones 20.198 $. La renda per capita de la població era de 15.572 $. Entorn del 14,1% de les famílies i el 19% de la població estaven per davall del llindar de pobresa.

## Poblacions més properes
El següent diagrama mostra les poblacions més properes.